# Калме
Ка́лме, ранее также Ка́льме (эст. Kalme) — деревня в волости Куусалу уезда Харьюмаа, Эстония.

## География и описание
Расположена на севере Эстонии, в 38 километрах к востоку от Таллина. Высота над уровнем моря — 71 метр.
Климат умеренный. Официальный язык — эстонский. Почтовый индекс — 74714.

## Население
По данным переписи населения 2021 года, в Калме проживали 22 человека, из них 20 (90,9 %) — эстонцы.
По данным переписи населения 2011 года, в деревне проживали 30 человек, из них 29 (96,7 %) — эстонцы.
Численность населения деревни Калме:
| Год  | 1959 | 1970 | 1996 | 2011 | 2021 |
| ---- | ---- | ---- | ---- | ---- | ---- |
| Чел. | 35   | ↘ 19 | ↘ 16 | ↗ 30 | ↘ 22 |

## История
Населённый пункт известен с 1694 года. В XIX веке состоял из корчмы, мельницы и хутора. Мельница Калме упоминается в церковной книге прихода Куусалу 1839 года.
Примерно с 1900 года официально деревня. В 1977–2000 годах была частью деревни Кынну.

## Происхождение топонима
Своё название деревня получила по многочисленным древним захоронениям (′kalme′ — с эст. «могильник»), обнаруженным в её окрестностях.